# Farrux Nurliboyev
Farrux Nurliboyev (6 gennaio 1991) è un ex calciatore uzbeko, di ruolo difensore.

## Carriera

### Club
Comincia a giocare all'Olmaliq. Nel dicembre 2013 si trasferisce al NBU Osiyo. Nel marzo 2014 rimane svincolato. Nel 2017 viene ingaggiato dal Norin.

### Nazionale
Ha giocato tre gare con la Nazionale Under-21. Ha debuttato in Nazionale maggiore il 25 dicembre 2010, nell'amichevole Bahrein-Uzbekistan (1-1). Ha partecipato, con la Nazionale, pur senza mai scendere in campo, alla Coppa d'Asia 2011. Ha collezionato in totale, con la maglia della Nazionale maggiore, una presenza.